# Oviraptor
Oviraptor este un gen de dinozauri oviraptorizi, care a trăit în Asia în perioada cretacicului târziu. Primele rămășițe au fost colectate de la formațiunea Djadochta din Mongolia în 1923 în timpul unei expediții paleontologice conduse de Roy Chapman Andrews, iar în anul următor au fost numite genul și specia Oviraptor philoceratops.